# Cremona Circuit
Il Cremona Circuit "Angelo Bergamonti" è un circuito motoristico italiano ubicato nel comune di San Martino del Lago, in provincia di Cremona, adibito principalmente alle competizioni motociclistiche. Dista circa 26 km dal capoluogo provinciale.

## Storia

### Primi anni

Il layout originario con i nomi delle curve, poi perlopiù dismessi a seguito delle ristrutturazioni

L’idea di realizzare un circuito nei pressi di Cremona si deve ai fratelli italo-svizzeri Marzio e Alessandro Canevarolo, imprenditori appassionati di motociclismo, che già nel 2003 formulano le prime istanze per l'ottenimento delle autorizzazioni. Nel 2011, una volta rilasciati i permessi definitivi dalle autorità, vengono avviati i lavori di costruzione presso la località Cà de' Soresini, nel territorio comunale di San Martino del Lago. A sostenere economicamente l'impresa vi è una cordata di 8 imprenditori, capeggiata dai fratelli Roberto e Manuel Mazzuccato, che acquisiscono la proprietà del complesso attraverso la società Autodromo Internazionale SrL, mentre la gestione è affidata alla Circuito San Martino del Lago SrL.
Dal progetto iniziale scaturisce una pista lunga 3.450 metri, caratterizzata da un lungo rettilineo "secondario" (parallelo alla strada provinciale 87 "Giuseppina" e opposto a quello del traguardo) interrotto da una leggera piega, e da 11 curve a media e bassa velocità; la carreggiata era larga dai 10 ai 12 metri. Accando alla pista "propriamente detta", viene subito previsto e realizzato anche un kartodromo. L’inaugurazione ufficiale del Circuito di San Martino del Lago (questa la prima denominazione ufficiale) avviene il 7 luglio 2012.

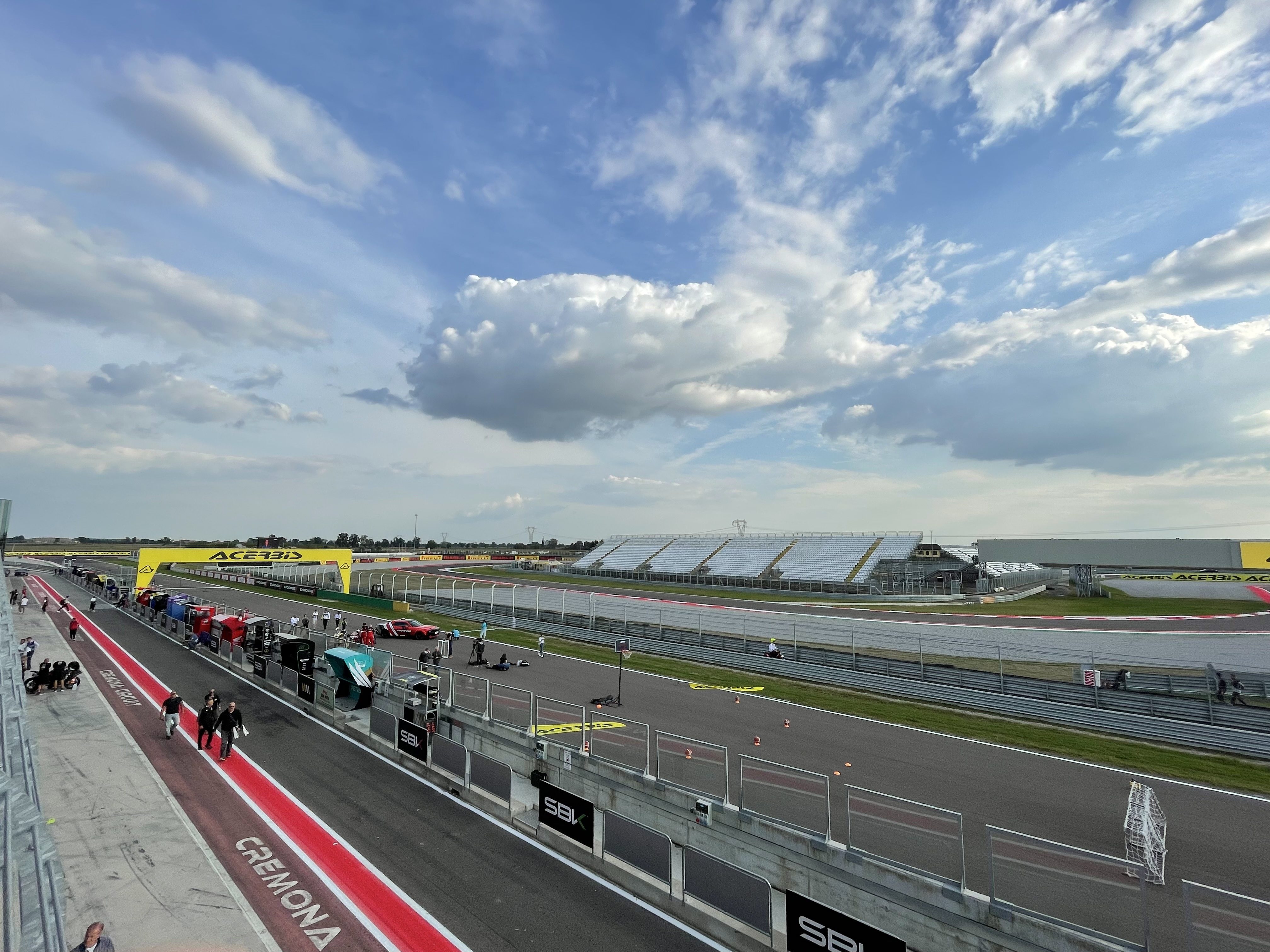
Il rettilineo del traguardo con la pit lane

Nel 2014 viene introdotta una prima modifica al layout, aggiungendo un raccordo tra il rettilineo più lungo e il segmento curva 4-curva 5, così da permettere di suddividere la pista in due configurazioni indipendenti, di 1.542 e 1.834 metri rispettivamente. L'impiego di queste soluzioni sarà tuttavia episodico.
Esattamente due anni dopo l’inaugurazione, il circuito ospita il suo primo evento internazionale: il campionato mondiale Supermoto. Per l’occasione, viene aggiunto un tratto in sterrato tra l’uscita della curva 1 e la curva 2. In gara, il francese Thomas Chareyre si aggiudica la prima manche, mentre la seconda va al finlandese Mauro Hermunen, con Chareyre che si assicura il successo assoluto del weekend. Più tardi, nello stesso anno, il circuito accoglie anche il Supermoto delle Nazioni, che vede la squadra francese prevalere su quella italiana.
A maggio 2015, un contenzioso tra Autodromo Internazionale SrL e Circuito San Martino del Lago SrL (con la società proprietaria che contesta alla locataria la morosità nella corresponsione dei canoni d’affitto) porta allo sfratto di quest’ultima, con susseguente chiusura temporanea dell’impianto. La riapertura arriva circa un mese dopo, tramite la nuova società incaricata della gestione, Cremona Circuit SrL, affidata alla direzione di Alessandro Canevarolo. In questo frangente, a partire dal 2016, il tracciato viene ribattezzato Cremona Circuit e dedicato alla memoria di Angelo Bergamonti, pilota motociclistico cremonese (originario di Gussola) vincitore di due gare nel motomondiale.

### Sviluppo
Tra gennaio e aprile 2021 viene avviato un progetto di modernizzazione e potenziamento infrastrutturale. Circa il 90% del layout originale del circuito viene rivisto, su disegno del progettista Jarno Zaffelli: il rettilineo del traguardo viene allungato, viene del tutto ridisegnata la sezione "del lago" (che passa da 3 a 5 pieghe), viene rettificato il segmento tra "quadra" e "parabolica" e viene modificata anche la tripla piega "San Martino"-"le torri", per ampliare le vie di fuga e rendere meno brusche le svolte. In aggiunta, vengono costruiti nuovi box con una tribuna integrata, l’area paddock viene ampliata a 30 000 m² e il kartodromo viene completamente ricostruito secondo gli standard della Commission Internationale de Karting. L’intero intervento costa circa 4 milioni di euro e porta il Cremona Circuit a misurare 3.712 metri per 13 curve.

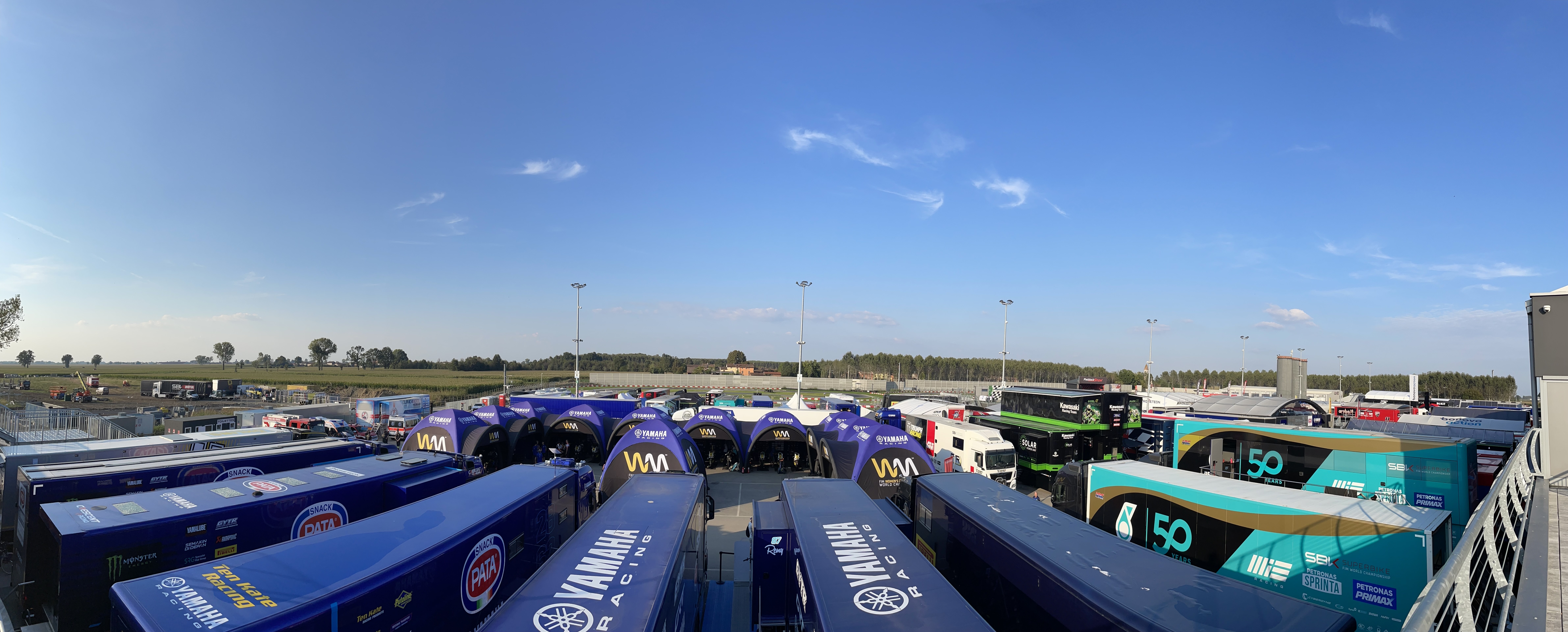
Il paddock durante la tappa del mondiale Superbike 2024

Nel 2022 il circuito (che a seguito delle vicissitudini del 2015 aveva perso le Supermoto) vede crescere la propria attività agonistica, con l'arrivo tra gli altri dei Trofei MotoEstate e della Coppa Italia Velocità. Diverse squadre di Superbike e Supersport iniziano altresì a usufruire del circuito cremonese per i propri test. Sulla scorta di tali esperienze, nel 2022 la società di gestione dell'autodromo inizia a trattare con Dorna Sports con l’obiettivo di portare Cremona nel calendario del campionato mondiale Superbike entro il 2026-2027. A fronte dei contratti in scadenza con altri circuiti, tuttavia, viene raggiunto un accordo per anticipare il debutto già al 2024, ratificato il 30 ottobre 2023 con la stipula di un contratto quinquennale.
A fronte di questo storico accordo, ai primi del 2024 il tracciato viene nuovamente migliorato dal punto di vista infrastrutturale, con un esborso di 9 milioni di euro. L'intervento comprende l'estensione della lunghezza a 3.768 metri, l'installazione di nuove tribune per una capienza di circa 20.000 posti, il potenziamento degli spazi e servizi dedicati al pubblico, la realizzazione di ingressi pedonali separati da quelli veicolari, la costruzione di una nuova palazzina per ospitare i locali della direzione gara, la riconfigurazione del paddock per ospitare al meglio tre categorie (oltre alla Superbike vengono infatti calendarizzate le tappe dei campionati Supersport e Women's Circuit Racing) e una completa riasfaltatura dell'intero circuito.

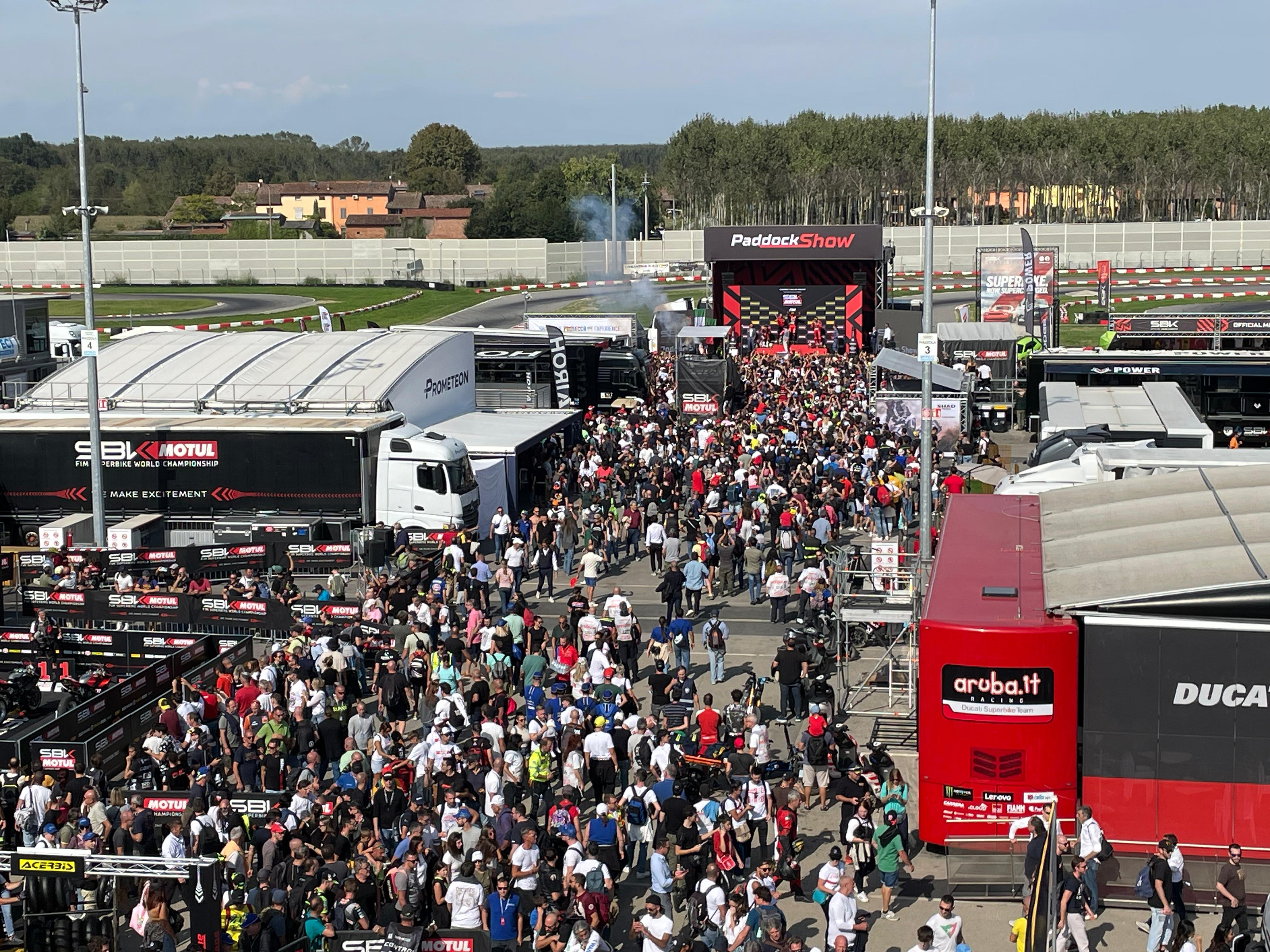
Cerimonia del podio dopo una delle gare della tappa del mondiale Superbike 2024

L'esordio della massima categoria motociclistica per mezzi derivati dalla serie avviene nel weekend del 20-21-22 settembre 2024. Dinnanzi a circa 46.000 spettatori accorsi in tre giorni, le gare di SBK vedono una "tripletta" di Danilo Petrucci.

## Caratteristiche tecniche
Il tracciato ha la peculiarità della percorrenza in senso antiorario. Il rettilineo maggiore, opposto ai box, è lungo 885 metri, mentre le curve sono in totale 13, delle quali 6 a destra e 7 a sinistra; la larghezza della pista è variabile tra 12 e 14 metri, con una pendenza trasversale massima del 5%.
Dopo l’accelerazione iniziale sul rettilineo del traguardo, la curva 1 è ancora piuttosto veloce (140-150 km/h) e richiede quindi un buon anticipo nell’inserimento, cercando il cordolo interno. La prima vera staccata è alla curva 2, nella quale nuovamente si va a stringere la traiettoria, per poi allargarsi nel collegamento con la curva 3, dove la difficoltà è data dalla contropendenza dell’asfalto e dall’impossibilità di vedere il tratto successivo. Si riapre il gas nelle curve 4 e 5, per poi decelerare di nuovo alla 6, molto più stretta e che se approcciata a velocità eccessiva porta ad allargare in uscita. Un breve "falso rettilineo" conduce quindi alla curva 7, che si percorre ancora in velocità per lanciarsi alla staccata del tornante "del bosco" (8), che richiede di ritardare l’inserimento; segue poi una nuova curva veloce (9) che conduce al tornante "Cremona" (10), nuovamente all’insegna del ritardo in ingresso. Questa curva dà accesso al lungo rettilineo che costeggia la strada provinciale 87, sul quale si tiene il gas aperto fino a 300-200 metri dall’uscita (le Superbike in questo tratto superano i 300 km/h). Le tre curve "San Martino"-"le torri" (11-12-13), in leggera discesa, formano poi una specie di “cavatappi” (con ingresso cieco all’ultima piega) che reimmette sul rettilineo del traguardo.
In occasione delle competizioni della Superbike è stato rilevato un significativo utilizzo dei freni in 10 delle 13 curve, per un totale di 28 secondi al giro. La curva più selettiva quanto a staccata è la 11, situata al termine del rettilineo "posteriore": le moto derivate di serie vi arrivano infatti a circa 303 km/h e devono rallentare a 117 km/h in 3,7 secondi (su 216 metri), col pilota che applica 4,2 kg sulla leva del freno; la decelerazione raggiunge 1,5 g e la pressione del fluido frenante arriva a 8,9 bar. La seconda frenata più significativa avviene alla curva 7, ove si passa da 240 km/h a 96 km/h in 3,7 secondi (su 167 metri), con 3,7 kg applicati sulla leva del freno e 1,4 g di decelerazione. In un giro, un pilota Superbike arriva a esercitare una pressione di 34,5 kg sulla leva. 
Il kartodromo contiguo al circuito maggiore, a seguito dei lavori del 2021, misura 1.234 m di lunghezza ed è provvisto di omologazione ACI di grado A.